# 高山文鸟
高山文鸟（学名：Lonchura monticola），是梅花雀科文鸟属的一种，其种加词“monticola”意为“生长在山地的”。巴布亚新几内亚特有种。该物种的保护状况被评为无危。
高山文鸟的栖息于亚热带或热带的高海拔草原。